# Infinitif en français
 (signalé en juin 2025).
Si vous disposez d'ouvrages ou d'articles de référence ou si vous connaissez des sites web de qualité traitant du thème abordé ici, merci de compléter l'article en donnant les références utiles à sa vérifiabilité et en les liant à la section « Notes et références ».
- Archive Wikiwix
- Bing
- Cairn
- DuckDuckGo
- E. Universalis
- Gallica
- Google
- G. Books
- G. News
- G. Scholar
- Persée
- Qwant
- (zh) Baidu
- (ru) Yandex
- (wd) trouver des œuvres sur Wikidata

## Présent
Habituellement, on nomme un verbe par son infinitif présent. C'est à partir de cet infinitif qu'on classe les conjugaisons en trois groupes distincts : 
- Le premier groupe ou première conjugaison. Celui-ci contient les verbes terminés à l'infinitif par -er (sauf le verbe aller, qui à cause de ses nombreuses exceptions est habituellement classé dans la troisième conjugaison) : 
  - Aimer, balayer, chanter, envoyer, fermer, manger, passer, payer, promener, regarder, etc. 
    - Pour le verbe parler, par exemple, le radical est parl-, et la terminaison, -er.
- Le deuxième groupe ou deuxième conjugaison. Celui-ci contient les verbes terminés à l'infinitif par -ir et se terminant par -issant au participe présent : 
  - Bénir, compatir, déguerpir, fleurir, grandir, haïr, investir, polir, rougir, rugir, salir, etc.
    - Pour le verbe finir, par exemple, le radical est fin-, et la terminaison, -ir.
- Le troisième groupe ou troisième conjugaison. Celui-ci contient donc tous les autres verbes, tous considérés comme plus ou moins irréguliers, à savoir : les verbes terminés en -ir (et n'appartenant pas à la deuxième conjugaison), les verbes terminés en -oir, les verbes terminés en -re et le verbe aller : 
  - Conduire, connaître, dire, dormir, exclure, faire, mettre, plaindre, prendre, résoudre, savoir, vivre, etc.
    - Pour le verbe courir, par exemple, le radical est cour-, et la terminaison, -ir.
    - Pour le verbe devoir, par exemple, le radical est dev-, et la terminaison, -oir.
    - Pour le verbe rendre, par exemple, le radical est rend-, et la terminaison, -re.
    - Pour le verbe aller, le radical est all-, et la terminaison, -er.
- Les auxiliaires, « être » et « avoir », quoique appartenant naturellement à cette troisième conjugaison, sont traditionnellement classés à part.

## Passé
On forme l'infinitif passé d'un verbe avec l'auxiliaire "être" ou "avoir" à l'infinitif présent suivi de son participe passé :
- aimer :  avoir aimé
- courir : avoir couru
- mourir : être mort